# 阿寺山地
阿寺山地（あてらさんち）は、岐阜県と長野県にまたがって、北西-南東方向にほぼ一直線に連なっている。これは、活断層である阿寺断層に起因するものである。木曽川水系の付知川や白川、阿寺川などの源流となる山地である。
御嶽山の南に位置し、藪山となっている場合を除き、多くの山の頂上からは、御嶽山を望むことが出来る。

## 主な山
主稜線上の山
- 御前山 (1,646m)
- 寺田小屋山 (1505.3m)
- 高森山 (1,592m)
- 白草山 (1,641m)
  - 鞍掛峠
- 三国山 (1,611m)
- 小秀山 (1,982m)
  - 白巣峠
  - 真弓峠
- 高樽山 (1673m)
- 井出ノ小路山
- 奥三界岳 (1,810m)

その他の山
- 前山（1,815m）
- 阿寺山 (長野県) (1557.8m)
- 西股山 (1716.8m)
- 甚太郎山 (1,332m)
- 北夕森山（1,597m)
- 三界山（1,600m)
- 夕森山（1,521m)
- 夕森天然公園（1,580m)

## 主な河川

### 岐阜県側
- 付知川
- 白川
- 川上川
- 竹原川

### 長野県側
- 王滝川
- 阿寺川
- 小川
- 柿其川
- 塚野川